# Шерхамн
Шерхамн (швед. Skärhamn) — город в Швеции в лене Вестра-Гёталанд, административный центр коммуны Чёрн.
Население — 3180 человек.
Расположен на западном берегу острова Чёрн. Вырос из старинного рыбацкого посёлка. В настоящее время является значительным туристическим центром. Главную роль в экономике играют судоходные и рыбоперерабатывающие компании. В городе имеется Северный музей акварелей (Nordiska akvarellmuseet), в котором собраны работы современных акварелистов.

## Галерея

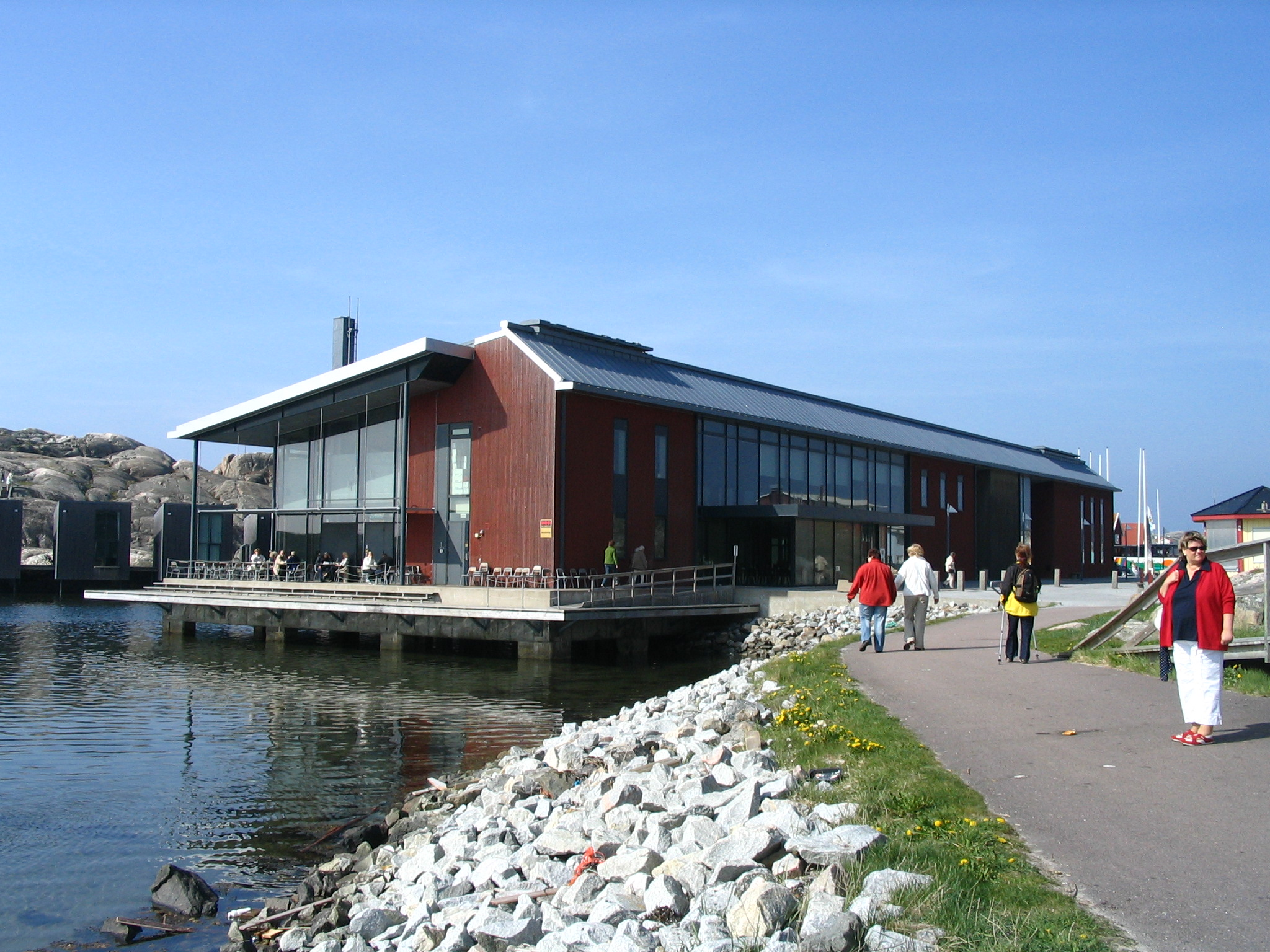
Северный музей акварелей
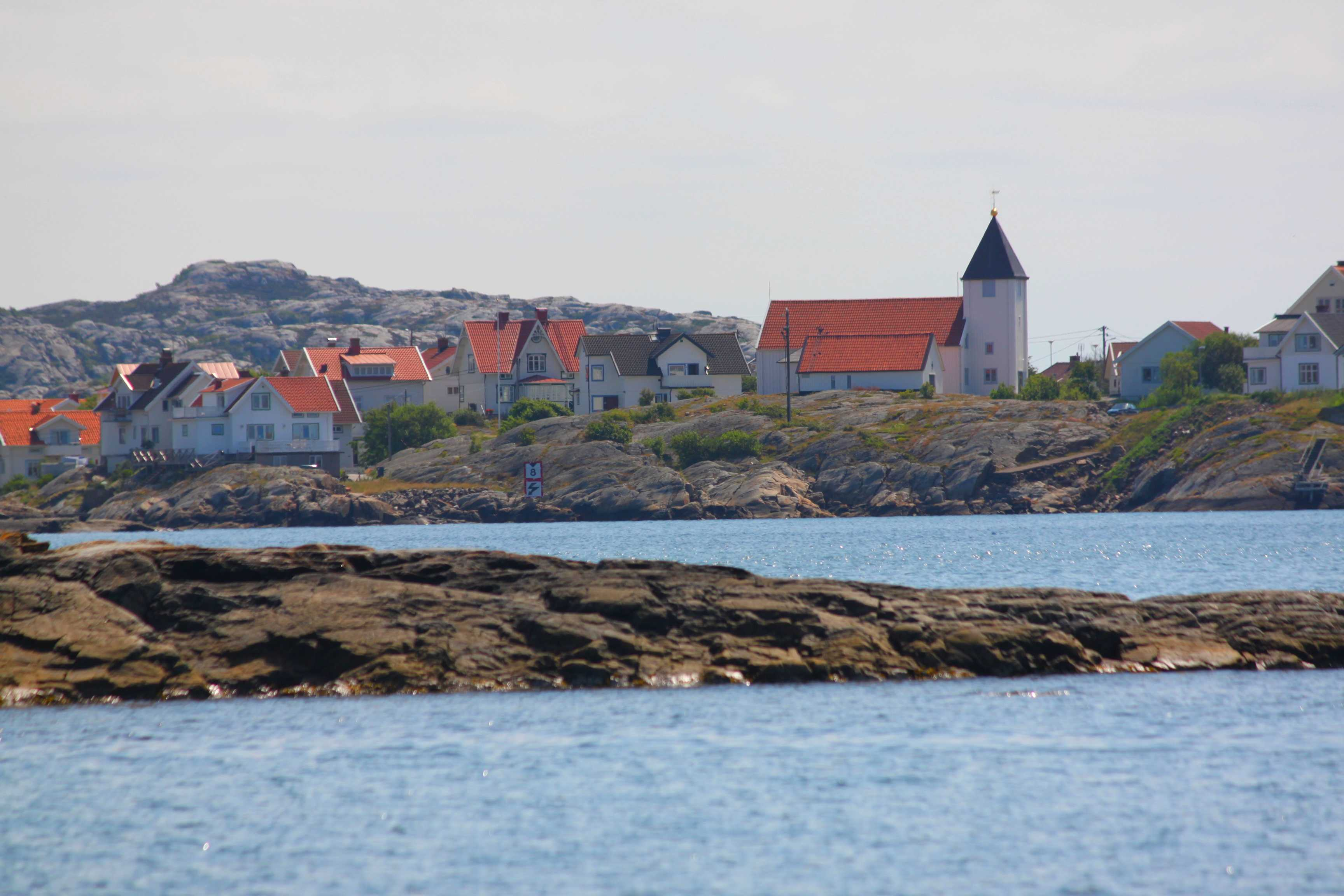
Вид на Шерхамн
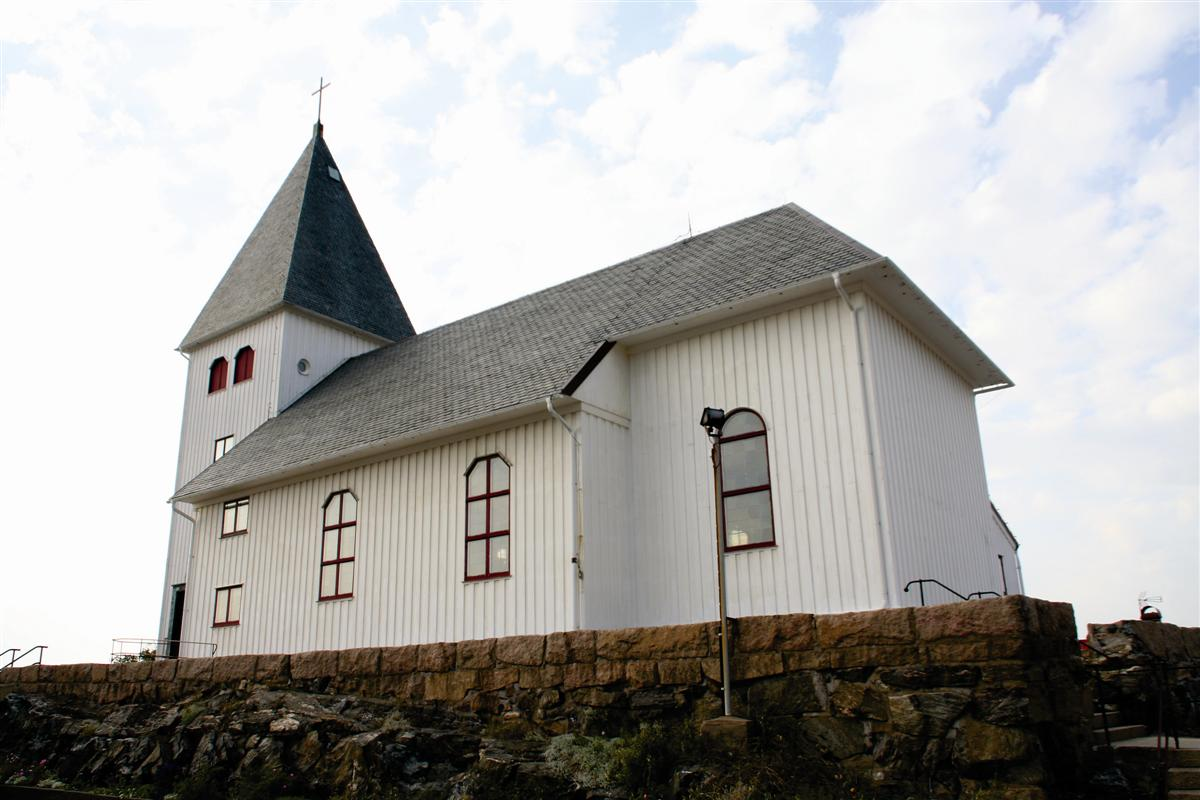
Шерхамнская церковь